# Samtgemeinde Scharnebeck
Samtgemeinde Scharnebeck – gmina zbiorowa położona w niemieckim kraju związkowym Dolna Saksonia, w powiecie Lüneburg. Siedziba gminy zbiorowej znajduje się w miejscowości Scharnebeck.

## Położenie geograficzne
Samtgemeinde Scharnebeck jest położona w północnej części powiatu Lüneburg. Graniczy od północy z dwoma krajami związkowymi: Meklemburgią-Pomorzem Przednim; w tym z gminą Nostorf wchodzącą w skład Amt Boizenburg-Land i Szlezwikiem-Holsztynem; w tym z miastem Lauenburg/Elbe i gminą Schnakenbek należącą do Amt Lütau. Na wschodzie sąsiaduje z Bleckede i gminą zbiorową Samtgemeinde Ostheide.
Od południa sąsiaduje z Samtgemeinde Ostheide, miastem Lüneburg i Adendorfem. Na zachodzie sąsiaduje z gminą zbiorową Samtgemeinde Bardowick i Adendorfem. Na północnym zachodzie graniczy również z gminą zbiorową Samtgemeinde Elbmarsch w powiecie Harburg.
Teren gminy od północy ograniczony jest Łabą. Przez środek gminy płynie Neetze ze wschodu na zachód, a w zachodniej części znajduje się Kanał Boczny Łaby (niem. Elbe-Seitenkanal), który łączy Kanał Śródlądowy pod Wolfsburgiem i Łabę w miejscowości Artlenburg na terenie gminy.
W samym Scharnebeck znajduje się atrakcja turystyczna: na kanale wodnym wybudowano 38-metrowy Schiffshebewerk Lüneburg (rodzaj śluzy wodnej, tzw. śluza windowa).

## Podział administracyjny
Do gminy zbiorowej Scharnebeck należy osiem gmin, w tym jedno miasto (Flecken):
1. Artlenburg
2. Brietlingen
3. Echem
4. Hittbergen
5. Hohnstorf (Elbe)
6. Lüdersburg
7. Rullstorf
8. Scharnebeck

## Współpraca
- Kanton Bacqueville-en-Caux, Francja od 1974
- gmina Mieścisko, Polska od 2000